# فلسطین
فلسطین (عربی: فلسطین)، با نام رسمی دولت فلسطین (عربی: دولة فلسطین)، کشوری در منطقه شام جنوبی در غرب آسیا است. این کشور شامل دو قلمرو جدا از همِ کرانه باختری و نوار غزه است که در سرزمین فلسطین تاریخی، قرار دارند و از زمان جنگ شش‌روزه ۱۹۶۷، توسط اسرائیل، اشغال شده‌اند. این کشور، از شمال، غرب و جنوب با اسرائیل، از شرق با اردن و از جنوب غربی با مصر، مرز مشترک دارد. مساحت آن، ۶٬۰۲۰ کیلومتر مربع است؛ در حالی که جمعیت آن، بیش از پنج میلیون نفر است. پایتخت ادعایی آن، بیت‌المقدس شرقی است؛ در حالی که رام‌الله، به عنوان مرکز اداری آن محسوب می‌شود. شهر غزه نیز بزرگ‌ترین شهر آن بود تا زمانی که جابجایی‌های گسترده جمعیت در سال ۲۰۲۳ به دلیل حمله اسرائیل به نوار غزه آغاز شد. زبان رسمی عربی است. اکثریت فلسطینی‌ها، مسلمان هستند در حالی که مسیحیت نیز حضور چشمگیری دارد.
سرزمین فلسطین، نقش مهمی در تاریخ جهان داشته است. کنعانیان، اسرائیلی‌ها، آشوری‌ها، بابلی‌ها، ایرانی‌ها، یونانی‌ها، رومی‌ها و بیزانسی‌ها همگی اثری از خود بر این سرزمین به جا گذاشتند. فلسطین علاوه بر اهمیت تاریخی، برای یهودیت، مسیحیت و اسلام از اهمیت مذهبی عمیقی برخوردار است. در طول تاریخ این منطقه دوره‌هایی از همزیستی و درگیری بین گروه‌های مذهبی و اقوام مختلف را تجربه کرده است. به‌طور قابل توجه، در قرون وسطی، زمانی که جوامع یهودی با آزار و اذیت مواجه شدند، تحت حاکمیت مسلمانان و جهان اسلام پناه گرفتند. امپراتوری عثمانی که از قرن شانزدهم تا زمان فروپاشی آن در پایان جنگ جهانی اول کنترل فلسطین را در دست داشت، پناهگاهی برای یهودیان فراری از آزار و اذیت در اروپا فراهم کرد. پایان حکومت عثمانی فصل جدیدی را در تاریخ فلسطین رقم زد. پس از جنگ جهانی اول، امپراتوری بریتانیا کنترل منطقه را تحت فرمان جامعه ملل به عهده گرفت. قیمومت بریتانیا بر فلسطین، که در سال ۱۹۲۰ شکل گرفت، تغییرات قابل توجهی را در چشم‌انداز سیاسی و اجتماعی منطقه ایجاد کرد و زمینه را برای درگیری‌ها و مبارزات بعدی فراهم کرد.
تأسیس کشور اسرائیل در سال ۱۹۴۸ با جنگی همراه بود که به آوارگی اجباری ۷۰۰٬۰۰۰ فلسطینی انجامید و جمعیت زیادی از پناهندگان را ایجاد کرد. جنگ‌های بعدی اعراب و اسرائیل، از جمله جنگ شش روزه در سال ۱۹۶۷، منجر به اشغال کرانه باختری و نوار غزه توسط اسرائیل شد. در ۱۵ نوامبر ۱۹۸۸، شورای ملی فلسطین، نهاد قانونگذاری سازمان آزادی‌بخش فلسطین به رهبری یاسر عرفات، تشکیل دولت را اعلام کرد. امضای توافقنامه اسلو در دهه ۱۹۹۰، که بین اسرائیل و سازمان آزادی‌بخش فلسطین منعقد شد، تشکیلات خودگردان فلسطین را برای اعمال کنترل نسبی بر بخش‌هایی از فلسطین ایجاد کرد. در سال ۲۰۰۷، اختلافات داخلی بین جناح‌های سیاسی فلسطینی منجر به تسلط گروه اسلام‌گرای حماس بر نوار غزه شد. از آن زمان، کرانه باختری تا حدودی توسط تشکیلات خودگردان فلسطین به رهبری فتح اداره می‌شود، در حالی که نوار غزه تحت کنترل حماس باقی مانده است. اسرائیل از آغاز اشغال در هر دو سرزمین فلسطین شهرک سازی کرده است. شهرک‌ها در نوار غزه در سال ۲۰۰۵ با خروج یکجانبه اسرائیل از بین رفتند. حدود ۶۷۰٬۰۰۰ شهرک‌نشین اسرائیلی در شهرک‌های کرانه باختری زندگی می‌کنند. جامعه بین‌المللی شهرک‌سازی‌های اسرائیل در فلسطین را بر اساس قوانین بین‌المللی غیرقانونی می‌داند، اما دولت اسرائیل این موضوع را رد می‌کند.

در حال حاضر، بزرگ‌ترین چالش‌های پیش روی این کشور شامل اشغال اسرائیل، محاصره جزئی، محدودیت دررفت‌وآمد، شهرک‌سازی‌های اسرائیلی و خشونت شهرک‌نشینان و همچنین وضعیت کلی امنیتی ضعیف است. مسئلهٔ مرزهای فلسطین، وضعیت حقوقی و دیپلماتیک اورشلیم و حق بازگشت آنها حل نشده باقی مانده است. علی‌رغم این چالش‌ها، این کشور اقتصاد نوظهوری دارد و شاهد گردشگری مکرر است. تا ژوئن ۲۰۲۴، ۱۴۴ کشور از مجموع ۱۹۳ کشور عضو سازمان ملل، فلسطین را به عنوان یک کشور مستقل به رسمیت شناخته‌اند. همچنین این کشور عضو چندین سازمان بین‌المللی از جمله اتحادیه عرب و سازمان همکاری اسلامی است. از سال ۲۰۱۲ این کشور ناظر غیرعضو سازمان ملل بوده است.

## تاریخ

### طرح تقسیم فلسطین
در ۲۹ نوامبر ۱۹۴۷ میلادی، سازمان ملل، طرح تقسیم سرزمین فلسطین به دو کشور اسرائیل و فلسطین را تصویب، و اداره شهر بیت‌المقدس («اورشلیم» نزد اسرائیل و «قدس» نزد فلسطین) را تحت اداره بین‌المللی خود تعیین کرد. از تاریخ ۳۰ نوامبر ۱۹۴۷ تا ۱۴ مه ۱۹۴۸ میان شبه‌نظامیان یهودی و فلسطینی، نبردهای خونینی درگرفت. نهایتاً در ۱۴ مه ۱۹۴۸، اندکی پیش از پایان قیمومت بریتانیا بر فلسطین، اسرائیل با صدور منشور استقلال، اعلام موجودیت کرد. یک روز پس از اعلام استقلال، کشورهای همسایهٔ عربی، برای دفاع از مردم فلسطین به‌طور هم‌زمان به اسرائیل حمله کردند، نتیجهٔ این جنگ شکست کشورهای عربی بود که موجب شد این سرزمین میان کشورهای اسرائیل، مصر و اردن تقسیم شود و تا سال ۱۹۶۷، نوار غزه تحت کنترل مصر، کرانه باختری و بیت‌المقدس شرقی تحت کنترل اردن و مابقی سرزمین‌ها تحت تصرف اسرائیل قرار گرفت. از آن پس، مجموعه‌ای از درگیری‌های نظامی میان نیروهای اسرائیلی و کشورهای عربی رخ داد که جنگ ۱۹۵۶، جنگ شش‌روزه ۱۹۶۷ و جنگ یوم کیپور ۱۹۷۳ مهم‌ترین آن‌ها بوده‌اند.
دیوان بین‌المللی دادگستری از کرانه باختری، شامل بیت‌المقدس شرقی، به عنوان «سرزمین اشغال شده فلسطینی» یاد کرده، و این لفظ به عنوان تعریف قانونی از سوی این دیوان در نظر مشورتی خود در ژوئیه ۲۰۰۴ به کار رفت. این دیوان در نظر مشورتی ژوئیه ۲۰۲۴ خود با عنوان «عواقب قانونی پدید آمده از سیاست‌ها و اقدامات اسرائیل در سرزمین اشغالی فلسطین، از جمله اورشلیم شرقی» نوشت «حوزه سرزمینی-سرزمین‌های فلسطینی اشغال شده از سال ۱۹۶۷ شامل کرانه باختری، اورشلیم شرقی و نوار غزه- 'سرزمین فلسطینی اشغال شده'، از نقطه‌نظر قانونی، یک واحد سرزمینی را تشکیل می‌دهند.» لفظ سرزمین اشغال شده فلسطینی بین اکتبر ۱۹۹۹ و دسامبر ۲۰۱۲ از سوی سازمان ملل متحد و دیگر سازمان‌های بین المللی در اشاره به مناطق تحت کنترل تشکیلات خودگردان فلسطین به کار رفت، اما از سال ۲۰۱۲ که فلسطین به عنوان یکی از دولت‌های ناظر غیر عضو سازمان ملل پذیرفته شد، این سازمان منحصراً از نام دولت فلسطین استفاده کرد. اتحادیه اروپا نیز از لفظ «سرزمین اشغال شده فلسطینی» استفاده می‌کند. حکومت اسرائیل و حامیان آن در عوض از برچسب «سرزمین‌های مورد مناقشه» استفاده می‌کنند. نوار غزه و کرانه باختری از زمان جنگ ۱۹۴۸ اعراب و اسرائیل تا جنگ شش روزه ۱۹۶۷ به ترتیب در اشغال مصر و اردن بودند. اسرائیل کرانه باختری و نوار غزه را در سال ۱۹۶۷ اشغال کرد و از آن زمان کنترل آنها را در دست دارد. در سال ۱۹۸۰، اسرائیل رسماً بیت المقدس شرقی را جذب خود کرد و کل این شهر را به عنوان پایتخت خود اعلام کرد. با این که این گنجاندن هیچگاه به حد الحاق قانونی نرسید، به طور بین المللی محکوم شد و از سوی شورای امنیت سازمان ملل متحد باطل و بی‌اعتبار اعلام شد. تشکیلات خودگردان فلسطین، سازمان ملل متحد، نهادهای بین‌المللی قانونی و بشردوستانه و جامعه بین‌المللی بیت‌المقدس شرقی را به عنوان بخشی از کرانه باختری، و بر این اساس بخشی از فلسطین، محسوب می‌کنند. تشکیلات خودگردان فلسطین هرگز بر این ناحیه اعمال اقتدار نکرده، گرچه این شهر بیت الشرق و ساختمان‌های متعدد دیگر آن را به عنوان ابراز منافع اقتدار آن در خود جای داده است.اقتدار اسرائیل بر بیت‌المقدس شرقی از سوی جامعه بین‌المللی به رسمیت شناخته نشده، بر این اساس که الحاق یکجانبه این سرزمین در جریان جنگ منافی کنوانسیون چهارم ژنو است.
هزینه این اشغال برای اسرائیل در طول چهار دهه (۱۹۶۷–۲۰۰۷) بالغ بر $۵۰ میلیارد تخمین زده شده است. بانک جهانی در سال ۲۰۱۳ تخمین زد هزینه سالانه اشغالگری اسرائیل برای اقتصاد فلسطین $۳٫۴ میلیارد است. در ۱۹۸۸, با قصد سازمان آزادی‌بخش فلسطین (PLO) برای اعلان یک دولت فلسطین شامل بیت‌المقدس شرقی، اردن همه ادعاهای ارضی خود نسبت به کرانه باختری را پس گرفت. در ۱۹۹۳, در پی پیمان‌های اسلو، بخش‌هایی از کرانه باختری (مناطق الف و ب) در فلسطین، تحت اداره تشکیلات خودگردان فلسطین قرار گرفتند. اسرائیل همچنان کنترل نظامی کامل و کنترل غیرنظامی ۶۱٪ از کرانه باختری را در اختیار دارد (منطقه ج (کرانه باختری)). پیمان‌های اسلو دسترسی به دریا برای غزه در فاصله ۲۰ مایل دریایی از ساحل را قرار داد. در زمینه درگیری اسرائیل و غزه، تعهد ۲۰۰۲ برلین این را به ۱۲ مایل (۱۹ کیلومتر) کاهش داد. در اکتبر ۲۰۰۶, اسرائیل یک محدودیت ۶ مایلی برقرار کرد، و در پایان جنگ ۲۰۰۸–۲۰۰۹ غزه دسترسی را به ۳ مایل دریایی محدود که فراتر از آن یک منطقه ورود ممنوع وجود دارد. در نتیجه، در سال ۲۰۱۲ بیش از ۳٬۰۰۰ ماهیگیر فلسطینی از دسترسی به ۸۵٪ از نواحی دریایی که در سال ۱۹۹۵ اعطا شده بود محروم شدند. استفاده فلسطینیان از اکثریت دریای مرده ممنوع است، و فلسطینیان از امکان دسترسی به خط ساحلی آن محرومند. اسرائیل در سال ۲۰۰۵، از نوار غزه خارج شد. در سال ۲۰۰۷، به‌دست‌گیری کنترل غزه توسط حماس، فلسطین را از نظر سیاسی، جدا کرد. سازمان فتح، تا حد زیادی بر کرانه باختری حکمرانی می‌کرد و به‌طور بین‌المللی به عنوان تشکیلات خودگردان فلسطین به رسمیت شناخته شد. در سال ۲۰۰۹، سازمان ملل، کرانه باختری و نوار غزه را همچنان در اشغال اسرائیل محسوب می‌کرد.
در نوامبر ۲۰۰۲، قطعنامه ۶۷/۱۹ مجمع عمومی سازمان ملل متحد بار دیگر «حق مردم فلسطین برای تعیین سرنوشت شان و استقلال شان در کشور فلسطین در سرزمین‌های فلسطینی اشغال شده از سال ۱۹۶۷» را مورد تأیید قرار داد و تصمیم گرفت «به فلسطین جایگاه دولت ناظر غیر عضو در سازمان ملل متحد» اعطا کند. یک ماه بعد، یک یادداشت قانونی سازمان ملل ترجیح فلسطین به نام دولت فلسطین با رهبری کنونی محمود عباس را به رسمیت شناخت.
ذکر شد که هیچ مانع قانونی برای استفاده از عنوان فلسطین در اشاره به ناحیه جغرافیایی سرزمین‌های فلسطینی وجود ندارد. همچنین توضیح داده شد که مانعی برای تداوم استفاده از لفظ «سرزمین‌های اشغال شده فلسطینی شامل بیت‌المقدس شرقی» یا دیگر لفظ‌هایی که ممکن است توسط مجمع عمومی سازمان ملل متحد به کار روند وجود ندارد. سازمان بین‌المللی استانداردسازی در سال ۲۰۱۳ این تغییر نام را انجام داد. شورای امنیت سازمان ملل همچنان با فلسطین به عنوان یک نهاد غیر حاکم رفتار می‌کند، که از پیوستن فلسطین به عنوان عضو کامل سازمان ملل جلوگیری می‌کند. کابینه اسرائیل بر این موضع بوده‌اند که این ناحیه درگیر اختلاف سرزمینی است. حدود این سرزمین‌ها، با این که تابع مذاکرات آینده است، به کرات از سوی تشکیلات خودگردان به عنوان خط سبز مورد تأیید قرار گرفته است. از زمان بیانیه استقلال فلسطین در سال ۱۹۸۸, کشورهای مختلفی دولت فلسطین را به رسمیت شناخته‌اند. این کشور از سوی اسرائیل و بیشتر جهان غرب، از جمله ایالات متحده آمریکا به رسمیت شناخته نشده است.
در سال ۲۰۱۴, فتح و حماس توافق کردند انتخابات برگزار کنند و یک دولت اتحاد توافقی تشکیل دهند.. این حکومت پس از نبرد ۲۰۱۴ اسرائیل و غزه دوام آورد، اما پس از این که رئیس محمود عباس گفت نمی‌تواند در نوار غزه فعالیت کند که ژوئن ۲۰۱۵ منحل شد.

## رسمیت فلسطین به عنوان یک کشور

روابط دیپلماتیک با دو دولت اسرائیل و فلسطین:

طرح رسمیت دولت فلسطین برای اولین بار توسط سازمان آزادی‌بخش فلسطین در ۱۵ نوامبر ۱۹۸۸در الجزایر تشکیل شد. کشورهای عضو سازمان ملل در زمان حکمرانی محمود عباس به درخواست فلسطینی‌ها رای موافق دادند و فلسطین از نهاد ناظر (سازمان آزادی‌بخش فلسطین) به کشور ناظر غیرعضو ارتقاء پیدا کرد. در رأی‌گیری شب ۲۹ نوامبر ۲۰۱۲ در مجمع عمومی سازمان ملل، ۱۳۸ کشور رای موافق و ۹ کشور رای مخالف، که عبارتند از آمریکا، کانادا، اسرائیل، جمهوری چک، پاناما و چهار کشور جزیره‌ای کوچک واقع در میکرونزی اقیانوس آرام، و ۴۱ کشور هم رای ممتنع دادند. به این ترتیب موقعیت فلسطین در سازمان ملل مشابه موقعیت واتیکان است.
کشور فلسطین در سال ۲۰۱۴ درخواست عضویت به ده نهاد بین‌المللی را ارائه داد و در ماه آوریل به عضویت کنوانسیون ژنو درآمد.

### مخالفان فلسطین مستقل

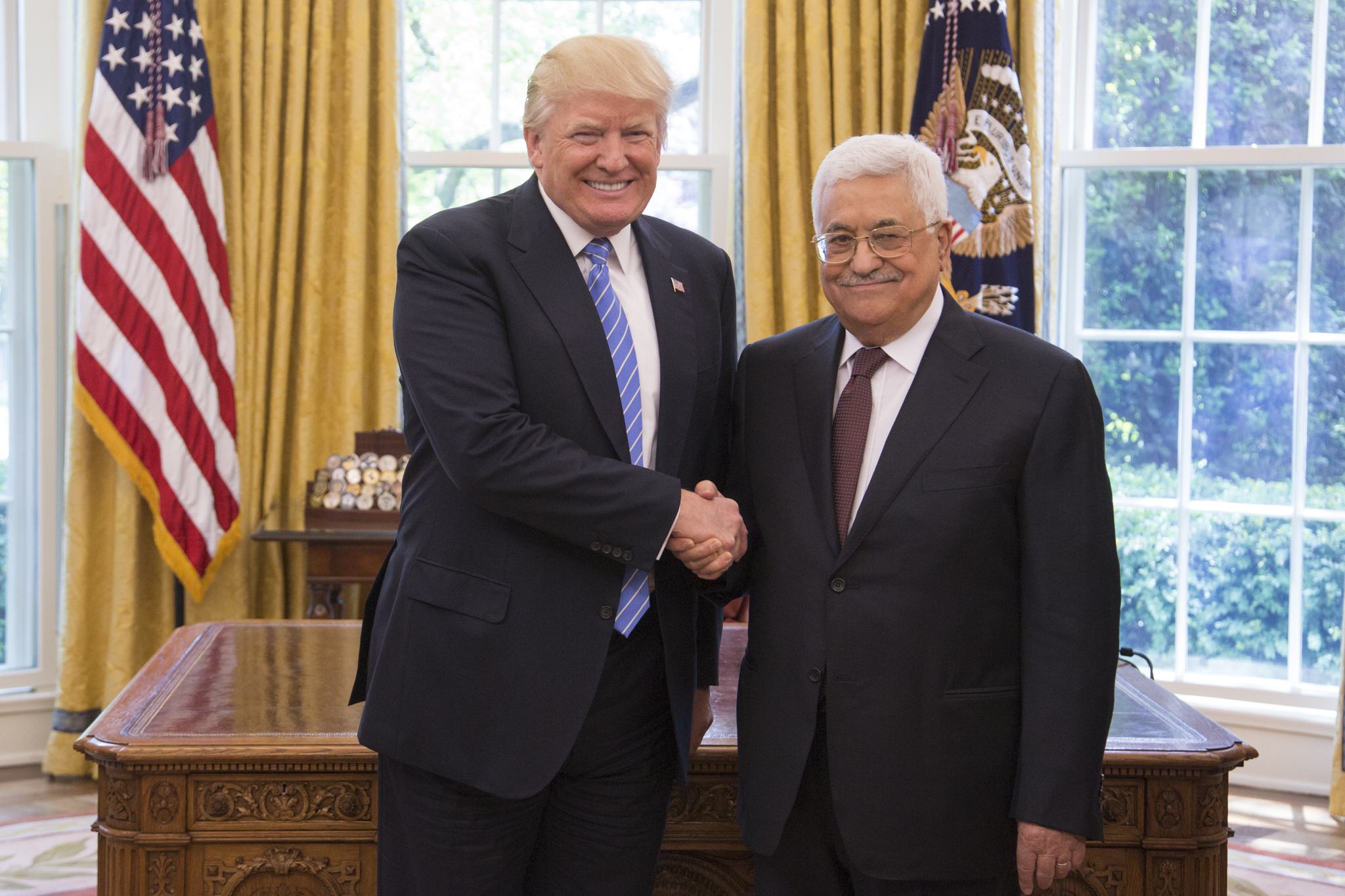
محمود عباس رئیس دولت فلسطین و دونالد ترامپ رئیس‌جمهور ایالات متحده، مه ۲۰۱۷

رئیس‌جمهور آمریکا هم در پیامی، گفت که باور دارد باید کشور فلسطین با مذاکره ساخته شود و نه با به رسمیت شناختن یک طرفه.

### موافقان فلسطین مستقل
کشور فلسطین توسط ۱۴۶ کشور در سراسر جهان به رسمیت شناخته شده است. نروژ، ایرلند و اسپانیا روز چهارشنبه دوم خرداد ۱۴۰۳ از تصمیم خود برای به رسمیت شناختن کشور فلسطین خبر دادند و به این فهرست پیوستند. اسرائیل در واکنش به این اقدام سفیرهایش در دوبلین و اسلو را فراخواند و اسپانیا را تهدید کرد. و همین‌طور یسرائیل کاتس، وزیر امور خارجه اسرائیل، این اقدام را به عنوان اعطای «مدال طلا به حماس»، پس از درگیری طولانی مدت بین حماس و اسرائیل در ۷ اکتبر توصیف کرد.
وزارت امور خارجه ارمنستان در ۱ تیر ۱۴۰۳، طی بیانیه‌ای، کشور مستقل فلسطین را به رسمیت شناخت.اکثر کشورهای خاورمیانه، آفریقا و آسیا کشور فلسطین را به رسمیت می‌شناسند. این در حالی است که، ایالات متحده، کانادا، استرالیا، ژاپن، کره جنوبی و بسیاری از کشورهای اروپای غربی این کار را نمی‌کنند.

## وضعیت جمعیتی کنونی

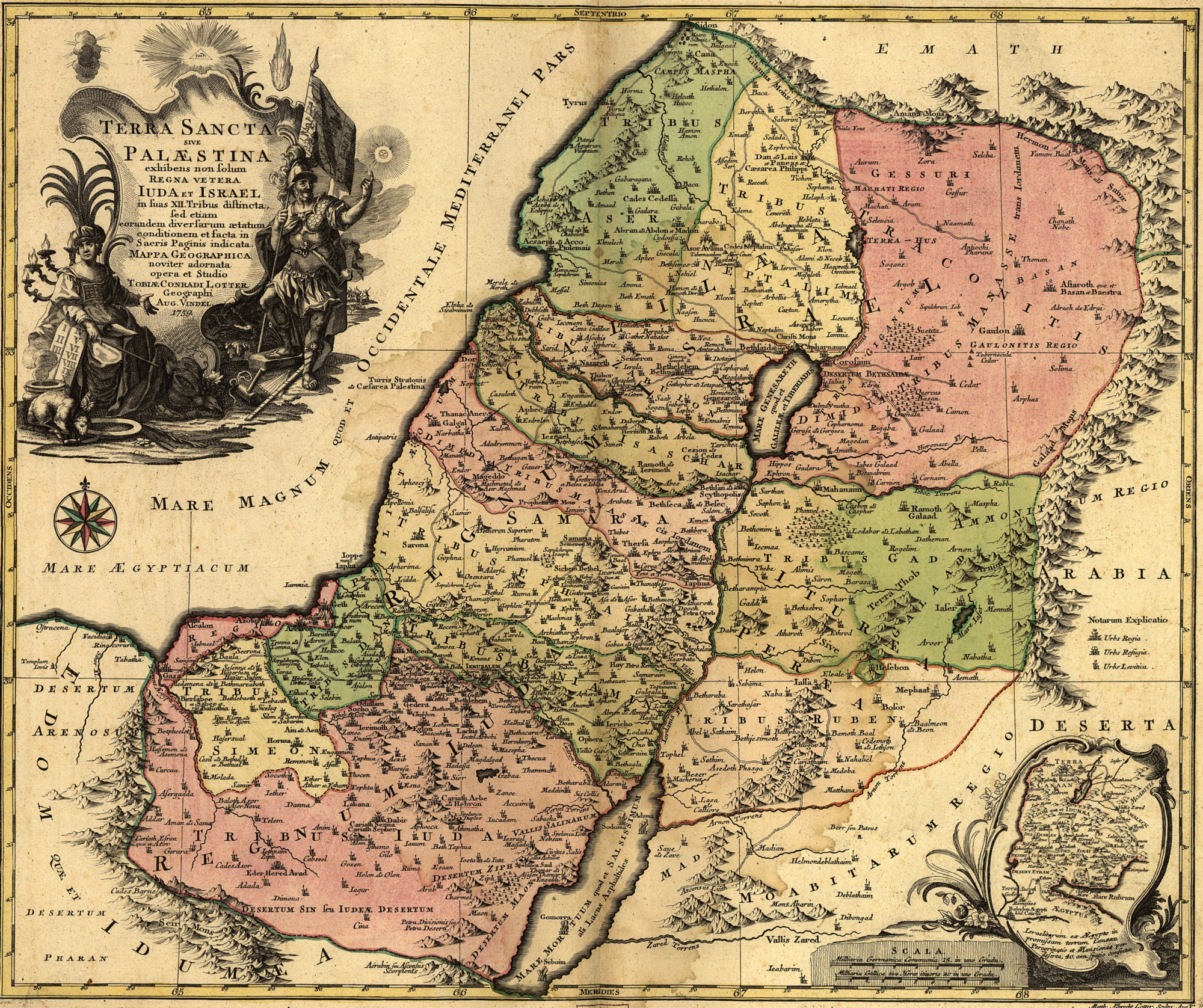
نقشهٔ سرزمین مقدس فلسطین که نه تنها پادشاهی‌های کهن یهودیه و اسرائیل، بلکه محل سکونت ۱۲ قبیلهٔ جداگانه را نیز نشان می‌دهد؛ و مؤید تنوع محل‌های استقرار آن‌ها در گذشته است؛ همانگونه که در عهد عتیق اشاره شده است. «این نقشهٔ جغرافیایی از استودیوی تابی کونرادی لاتر، ۱۷۵۹ گرفته شده است.»

طبق آمار فلسطینی‌ها بیش از ۴٫۲ میلیون فلسطینی در ساحل غربی زندگی می‌کنند. طبق یک بررسی که در ششمین کنفرانس Herzliya دربارهٔ تراز امنیت ملی اسرائیل ارائه شد، ۴٫۱ میلیون فلسطینی وجود دارد. طبق آمار فلسطینی‌ها بیش از ۲/۱ میلیون فلسطینی دیگر در نوار غزه هستند.
همچنین طبق جدیدترین آمار ارائه شده از آخرین داده‌های سازمان ملل متحد جمعیت کنونی کشور فلسطین تا روز چهارشنبه ۱۱ سپتامبر ۲۰۲۴، ۵٬۵۱۳٬۸۶۴ نفر است.

## تقسیمات سیاسی

### استان‌ها
| نام                    | مساحت | جمعیت    | تراکم جمعیت | muhfaza یا مرکز استان |
| ---------------------- | ----- | -------- | ----------- | --------------------- |
| استان جنین             | ۵۸۳   | ۳۱۱٬۲۳۱  | ۵۳۳٫۸۴      | جنین                  |
| استان طوباس            | ۴۰۲   | ۶۴٬۷۱۹   | ۱۶۰٫۹۹      | طوباس                 |
| استان طولکرم           | ۲۴۶   | ۱۸۲٬۰۵۳  | ۷۴۰٫۰۵      | طولکرم                |
| استان نابلس            | ۶۰۵   | ۳۸۰٬۹۶۱  | ۶۲۹٫۶۸      | نابلس                 |
| استان قلقیلیه          | ۱۶۶   | ۱۱۰٬۸۰۰  | ۶۶۷٫۴۶      | قلقیلیه               |
| استان سلفیت            | ۲۰۴   | ۷۰٬۷۲۷   | ۳۴۶٫۷       | سلفیت                 |
| استان رام‌الله و البیره | ۸۵۵   | ۳۴۸٬۱۱۰  | ۴۰۷٫۱۴      | رام‌الله               |
| استان اریحا            | ۵۹۳   | ۵۲٬۱۵۴   | ۸۷٫۹۴       | اریحا                 |
| استان قدس              | ۳۴۵   | ۴۱۹٬۱۰۸a | ۱۲۱۴٫۸a     | قدس                   |
| استان بیت‌لحم           | ۶۵۹   | ۱۷۶٬۵۱۵  | ۹۲۷٫۹۴      | بیت‌لحم                |
| استان الخلیل           | ۹۹۷   | ۷۰۶٬۵۰۸  | ۷۰۸٫۶۳      | الخلیل                |
| استان شمال غزه         | ۶۱    | ۳۶۲٬۷۷۲  | ۵۹۴۷٫۰۸     | جبالیا                |
| استان غزه              | ۷۴    | ۶۲۵٬۸۲۴  | ۸۴۵۷٫۰۸     | غزه                   |
| استان دیرالبلح         | ۵۸    | ۲۶۴٬۴۵۵  | ۴۵۵۹٫۵۶     | دیر البلح             |
| استان خان یونس         | ۱۰۸   | ۳۴۱٬۳۹۳  | ۳۱۶۱٫۰۴     | خان یونس              |
| استان رفح              | ۶۴    | ۲۲۵٬۵۳۸  | ۳۵۲۴٫۰۳     | رفح                   |

## آب و هوا
دمای هوا در فلسطین بسیار متفاوت است. آب و هوا در کرانه باختری عمدتاً مدیترانه‌ای است، و در مناطق مرتفع در مقایسه با خط ساحلی که در غرب این منطقه قرار دارد، خنک‌تر است. در شرق، کرانه باختری شامل بخش زیادی از بیابان یهودیه از جمله خط ساحلی غربی دریای مرده است که دارای آب و هوای خشک و گرم است. غزه دارای آب و هوای گرم و نیمه خشک با زمستانهای معتدل و تابستانهای گرم و خشک است.
بهار تقریباً در ماه‌های مارس-آوریل فرا می‌رسد و گرمترین ماه‌ها ژوئیه و اوت هستند و میانگین حداکثر دما ۳۳ درجه سانتیگراد است. سردترین ماه ژانویه است و دمای هوا معمولاً ۷ درجه سانتیگراد است. باران به ندرت و عموماً بین ماه‌های نوامبر و مارس می‌بارد و میزان بارندگی سالانه تقریباً ۴٫۵۷ اینچ (۱۱۶ میلیمتر) است.

## نگارخانه

کشورهایی که کشور فلسطین را به رسمیت شناخته‌اند
رای‌گیری برای شناسایی کشور مستقل فلسطین به عنوان عضو ناظر سازمان ملل
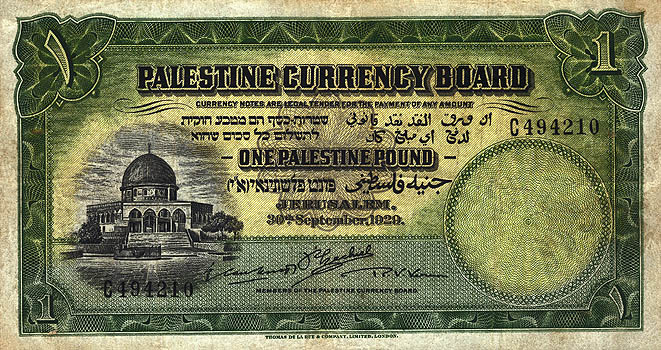
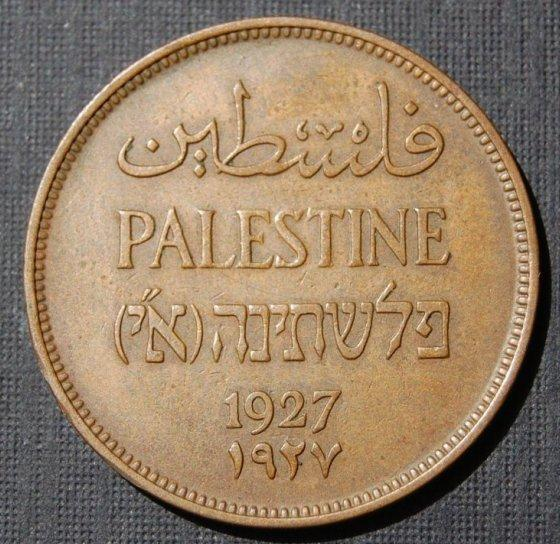
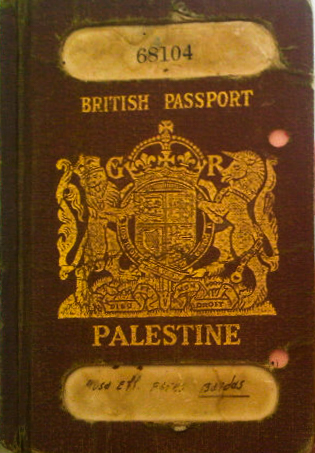